# Mayonaka Punch
Mayonaka Punch (真夜中ぱんチ Mayonaka Panchi?) es una serie de televisión de anime original animada por P.A. Works y producción de Kadokawa Corporation. Comenzó a emitirse desde julio hasta septiembre de 2024, por las cadenas Tokyo MX, AT-X, entre otras.
Una adaptación a manga ilustrada por Tomomi Usui comenzó a serializarse en la revista Young Ace de Kadokawa Shoten en marzo de 2024, mientras que también se anunció una adaptación a Novela ligera.

## Sinopsis
El anime de "comedia de chicas" se centra en Masaki, miembro del grupo de NewTuber "Harakiri Sisters", que es despedida debido a cierto incidente. Con el objetivo de regresar, Masaki se encuentra con Live. Las dos chicas tienen objetivos diferentes, pero juntas regresan con mucha tensión y apuntan a alcanzar 1 millón de suscriptores en NewTube.

## Personajes
Masaki (真咲?)
 Seiyū: Ikumi Hasegawa
Live (りぶ Ribu?)
 Seiyū: Fairouz Ai
Ichiko (苺子?)
 Seiyū: Yuina Itō
Fū (譜風?)
 Seiyū: Hina Yōmiya
Tokage (十景?)
 Seiyū: Hitomi Ueda
Yuki (ゆき?)
 Seiyū: Ai Kayano
Kikka (橘花?)
 Seiyū: Chika Anzai
Otomi (乙美?)
 Seiyū: Reina Kondō

## Media

### Manga
Una adaptación a manga ilustrada por Tomomi Usui comenzó a serializarse en la revista Young Ace de Kadokawa Shoten el 4 de marzo de 2024.
| Volúmenes de manga publicados | Volúmenes de manga publicados | Volúmenes de manga publicados |
| Número                        | Fecha de lanzamiento          | ISBN                          |
| ----------------------------- | ----------------------------- | ----------------------------- |
| 1                             | 4 de julio de 2024            | ISBN 978-4-04-811307-6        |

### Novela ligera
Fujimi Shobo publicará una adaptación de una novela ligera escrita por Tsuzuro Hibi e ilustrada por Tsukasa Kotobuki bajo su sello Fujimi Fantasia Bunko el 20 de julio de 2024.

### Anime
Mayonaka Punch es producida por Kadokawa Corporation. La serie está creada por Dōga Tōkō Shōjo y dirigida por Shū Honma, con Hideaki Shirasaka como guionista y Ryōta Arima adaptando los diseños de personajes originales de Tsukasa Kotobuki para la animación. cuyo estreno está previsto para el 8 de julio de 2024 en Tokyo MX y AT-X.  El tema de apertura "Gimi Gimi" es interpretado por Live (Fairouz Ai), Ichiko (Yuina Itō), Fū (Hina Yōmiya), Tokage (Hitomi Ueda) y Yuki (Ai Kayano, mientras que el tema de cierre "Henshū-ten" interpretada por Masaki (Ikumi Hasegawa). Crunchyroll obtuvo la licencia de la serie fuera de Asia. Medialink obtuvo la licencia de la serie en el este y sudeste asiático para su transmisión en el canal de YouTube de Ani-One Asia.